# Pippo matador per forza
Pippo matador per forza (For Whom the Bulls Toil) è un film del 1953 diretto da Jack Kinney. È cortometraggio animato della serie Goofy realizzato, in Technicolor, dalla Walt Disney Productions e uscito negli Stati Uniti il 9 maggio 1953. A partire dagli anni ottanta è più noto come Pippo torero.

## Trama
Mentre viaggia in auto nel deserto messicano, Pippo trova improvvisamente la strada bloccata da un enorme toro. Dopo aver tentato inutilmente di spostarlo, Pippo si deterge con un fazzoletto rosso, finendo per far irritare l'animale. Grazie a una serie fortuita di avvenimenti, Pippo riesce ad avere la meglio sul bestione, del tutto ignaro del pericolo a cui si è esposto. Gli abitanti del posto, che hanno assistito alla scena, lo scambiano allora per un torero di grande talento e iniziano a spargere la voce. Giunto in città, tutti gli abitanti acclamano Pippo e lo vestono come un torero, per chiuderlo poi in un'arena per l'esibizione. Resosi conto dell'errore, Pippo entra nel panico e cerca in ogni modo di sfuggire al toro, che lo insegue senza tregua. Alla fine però, riesce involontariamente a imprigionare il toro con l'elastico dei suoi vestiti, per poi metterlo KO mentre cerca di fuggire, facendo applaudire entusiasta il pubblico.
In seguito, mentre Pippo torna a casa, trova di nuovo un toro sulla sua strada; stavolta però lo aggira prudentemente e fugge a grande velocità, anche se la bestia si rivela poi essere un'innocua mucca.

## Distribuzione

### Edizioni home video

#### VHS
- Le vacanze di Pippo (giugno 1986) [1]
- Le vacanze di Pippo (settembre 1989) [2]

#### DVD
Il cortometraggio è incluso nel DVD Walt Disney Treasures: Pippo, la collezione completa.